# Crossobamon
Crossobamon (Boettger, 1888) è un genere di piccoli sauri della famiglia dei Gekkonidi, diffusi principalmente nell'Asia centrale.

## Descrizione
Entrambe le specie presentano una taglia di circa 16 centimetri da adulti, e sono apparentemente molto simili tra loro.

## Tassonomia
Il genere Crossobamon comprende 2 specie:
- Crossobamon eversmanni  (Wiegmann, 1834)
- Crossobamon orientalis  (Blanford, 1876)